# Centre Català de Santiago de Xile
El Centre Català de Santiago de Xile és una entitat social i cultural sense ànim de lucre. Fundat a l'octubre de 1906, és un punt de trobada de catalans, descendents de catalans i catalanòfils a Xile.
Integren aquest centre diferents branques, com l'Orfeó Català de Santiago, l'Agrupació d'Empresaris d'Ascendència Catalana (AEAC), l'Assistència Social, l'Agrupació de Professionals d'Origen Català (APOC), la Joventut, la Penya Barcelonista de Santiago i el Restaurant Centre Català.
S'ofereixen diferents activitats a l'interior del casal. Hi ha concerts, conferències, trobades, tallers culturals i artístics, commemoracions i tradicions, classes de cultura i llengua, i reunions en general.

## Història
A principi del segle xx, els catalans a Santiago de Xile eren ja nombrosos. Les seves fàbriques havien obert una ampla escletxa en el treball manipulador del país. Els seus magatzems i botigues n'havien enriquit uns quants. Els obrers tampoc no escassejaven. Diversos intel·lectuals dedicats a la ploma o a les professions liberals es distingien a la ciutat, honrant amb la seva actuació tècnica el nom de Catalunya.
Va ser llavors quan d'un dels grups catalans que tenien tractes més o menys estrets va sortir la idea de constituir un centre comú que reunís immigrants catalans en associació que fos nucli d'activitats en sentit patriòtic i alhora de distracció per als associats.
La idea es va escampar ràpidament i a la tarda del 21 d'octubre de 1906 els organitzadors es reuniren per primera vegada als salons del diari El Mercurio. Els assistents acolliren la proposta amb gran entusiasme.
A l'acta de fundació es llegiren les paraules següents:
"Considerant que la colònia catalana de Santiago és prou nombrosa, i comptant amb elements caracteritzats i de vàlua, es proposa la creació d'un centre català -que podria anomenar-se Centre Català- que tindrà per només objecte el reunir a tots els catalans sota un mateix sostre, amb la finalitat exclusiva de procurar-nos instrucció i cultura, alhora que la distracció moral que tot ser necessita, de manera que ens recordi les nobles tradicions de nostra estimades i enyorades terres. Romandrem allunyats de la política, sense odis ni exclusivismes per a ningú, respectant tota idea social o religiosa. En una paraula, volem que el naixent CENTRE CATALÀ sigui la casa familiar on tots puguem arrecerar-nos".
Es va nomenar una comissió organitzadora, que hauria de redactar els Estatuts de l'entitat. La van compondre:
President: Francesc Bajas; secretaris: Josep Costeis i Francesc Camplà; tresorer: Josep Artigas; vocals: Josep Castellà i Granja, Emili Aymamí, Francesc Basas, Francesc Gomis, Josep Masgrau, Pere Manaut, Josep Bellver i Pere Picó i Miró.
S'hi van adherir, ja al principi, més de 200 socis, entre els quals es va organitzar el primer Directori. El van formar:
President: Josep Forteza; vicepresident: Francesc Castanyer; tresorer: Domènec Figueres; bibliotecari: Francesc Gomis; secretari: Carles Grau; prosecretari: Pere Manaut; vocals: Frederic Matas, Martí Alujas, Francesc Bajas, Josep Masgrau, Pere Picó i Miró, Esteve Basas, i uns altres socis com a vocals suplents.
El 1907 ja es va constituir un grup de teatre, del qual sortiren actors com Joan Gratacòs, Joaquim Sabaté, els germans Castellví, Clotilde Casagran o Joana Ariño. Es feren exposicions, entre d'altres, de Ramon Subirats i Roser Bru.
Pel setembre del 1939 la junta del Centre –presidida per Claudi Mas– acollí els immigrants catalans que van arribar a bord del vaixell Winnipeg. Mesos més tard, també van fer costat als que van arribar amb el Florida, entre els quals hi havia els escriptors Joan Olver, Francesc Trabal, Xavier Benguerel, C. A. Jordana, als quals es van afegir Josep Ferrater i Mora i Salvador Sarrà. Amb aquests nouvinguts es revitalitzà l'aportació cultural del centre.
Durant els primers anys, el Centre Català va mantenir una secció d'esports, amb el Club d'Esports Barcelona, que jugà a la primera divisió xilena de futbol, com també una d'excursionisme i una d'esquí. La secció d'arts i lletres es convertí en Institució de Cultura Catalana l'any 1943; publicà el Butlletí –d'aparició intermitent–, que tingué la primera etapa en el període 1907-10, i, del 1912 al 1963, publicà Germanor, amb interrupcions. I el 1943 organitzà els Jocs Florals.
El 1990 el Centre Català va rebre la Creu de Sant Jordi de la Generalitat de Catalunya.